# Максимцев, Игорь Анатольевич
И́горь Анато́льевич Макси́мцев (род. 21 июля 1961, Ленинград) — российский экономист и общественный деятель, ректор СПбГЭУ, доктор экономических наук, профессор, действительный член РАЕН и Международной академии наук высшей школы, почётный доктор Бухарестской экономической академии. Является почетным работником высшего профессионального образования Российской Федерации, лауреатом премии Правительства России в области образования и лауреатом премии Правительства Санкт-Петербурга.

## Биография
Родился 21 июля 1961 года в Ленинграде.
В 1984 году окончил Ленинградский механический институт им. Маршала Советского Союза Д. Ф. Устинова. После завершения учёбы служил в рядах Вооружённых Сил. С 1986 по 1994 годы работал в научно-производственных и финансовых организациях. С 1995 года работает в СПбГУЭФ: до 2002 года — начальник управления международного сотрудничества; с 2002 по декабрь 2006 года — проректор по международным связям; в декабре 2006 года избран ректором СПбГУЭФ.
В 2002 году защитил кандидатскую диссертацию на тему «Перспективы интеграции России в Балтийском регионе в свете вступления в ЕС государств Балтии», в 2006 году — докторскую диссертацию на тему «Концептуальные и методологические основы торгово-экономического сотрудничества России и стран Евросоюза».
Лауреат премии Правительства Санкт-Петербурга за выдающиеся научные результаты в области науки и техники в 2020 году: в номинации общественные науки — премия им. В. В. Новожилова (Постановление Правительства Санкт-Петербурга от 21.12.2020 № 1115). За цикл научно-исследовательских и учебно-методических работ в области евразийской экономической интеграции.

## Общественные должности
- Член Совета директоров ПАО «Газпром»
- Председатель Общественного совета при МЧС России
- Председатель экспертного совета по экономике при МПА государств СНГ
- Заместитель Председателя Центрального Правления — Председатель Правления Регионального отделения"Общества российско-китайской дружбы"
- Вице-президент Евразийской ассоциации университетов
- Почетный Консул Республики Чили в Санкт-Петербурге
- Член Президиума — Председатель Комиссии по международным связям Совета Ректоров вузов Санкт-Петербурга и Ленинградской области
- Председатель Ассоциации проректоров вузов Санкт-Петербурга по международным связям
- Председатель диссертационного совета по мировой экономике СПбГЭУ
- Председатель Общественного совета при Комитете по внешним связям Санкт-Петербурга
- Член Правления Вольного экономического общества России
- Член Общественной палаты Санкт-Петербурга
- Академик Российской Академии Естественных наук
- Член Совета Санкт-Петербургской торгово-промышленной палаты
- Член Общественного совета при УФНС России по Санкт-Петербургу
- Советник Высшей Аттестационной Комиссии Российской Федерации
- Член Экспертного Совета Фонда развития промышленности Санкт-Петербурга
- Член Общественного Совета при Комитете по науке и высшей школе
- Член Экономического Совета при Губернаторе Санкт-Петербурга
- Член Европейской академии наук и искусств
- Член Рабочей группы по сотрудничеству Санкт-Петербурга и Белграда (Секция по развитию гуманитарного сотрудничества)

## Санкции
6 марта 2022 года после вторжения России на Украину подписал письмо в поддержку российской агрессии. С 9 июня 2022 года находится под персональными санкциями Украины за поддержку войны. Также был внесён ФБК в список коррупционеров и разжигателей войны за поддержку нападения на Украину, 16 марта 2022 года форумом свободной России внесён в «Список Путина» и доклад «поджигателей войны» с предложением введения против него международных санкций.

## Награды
- Орден Почёта (8 июля 2011 года) — за заслуги в области образования и многолетнюю плодотворную деятельность[6]
- Орден Дружбы (15 марта 2021 года) — за заслуги в научно-педагогической деятельности, подготовке квалифицированных специалистов и многолетнюю добросовестную работу[7]
- Премия Правительства Российской Федерации в области образования (19 ноября 2015 года) — за работу «Комплекс научно-методического обеспечения подготовки кадров по управлению качеством, стандартизации и метрологии в системе российского высшего образования»[8]
- Почетное звание «Почетный работник высшего профессионального образования Российской Федерации»
- Кавалер ордена Заслуг перед Республикой Польша (5 июня 2008 года, Польша) — за выдающийся вклад в развитие польско-российского сотрудничества[9][10]
- Правительственная награда КНР «За выдающийся вклад в развитие китайско-российских отношений»
- Кавалер ордена Академических пальм (Франция)
- Командор ордена Звезды Италии (28 мая 2020 года, Италия)[11]
- Премия Правительства Санкт-Петербурга в области образования
- Почётный знак «За заслуги перед Санкт-Петербургом»[12]
- Медаль «Св. муч. Татианы»
- Почетное звание «Заслуженный деятель науки Республики Северная-Осетия-Алания»
- Премия Правительства Санкт-Петербурга имени В. В. Новожилова в области общественных наук
- Юбилейная медаль «МПА СНГ. 25 лет» (13 октября 2017 года, Межпарламентская ассамблея СНГ) — за заслуги в деле развития и укрепления парламентаризма, за вклад в развитие и совершенствование правовых основ функционирования Содружества Независимых Государств, укрепление международных связей и межпарламентского сотрудничества[13]
- Почётная грамота Совета Межпарламентской Ассамблеи государств — участников Содружества Независимых Государств (21 ноября 2019 года, Межпарламентская ассамблея СНГ) — за активное участие в деятельности Межпарламентской Ассамблеи и её органов, вклад в укрепление дружбы между народами государств — участников Содружества Независимых Государств[14]

## Звания
- И. А. Максимцеву присвоено звание почетного доктора Бухарестской Экономической Академии за неоценимый вклад в развитие экономических научных исследований в области теории международных рынков, экономической интеграции и глобализации и за развитие Российско-Румынского академического сотрудничества;
- И. А. Максимцеву присуждено звание почетного профессора «Полесского государственного университета» за плодотворное межвузовское сотрудничество и подготовку кадров высшей квалификации для «Полесского государственного университета».
- И. А. Максимцеву присуждено звание почетного профессора Гродненского государственного университета имени Янки Купалы
- И. А. Максимцеву присвоено почетное звание «Заслуженный работник высшей школы Санкт-Петербурга» Постановлением Губернатора Санкт-Петербурга
- И. А. Максимцеву присвоено почетное звание «Почетный профессор Уральского государственного экономического университета»

## Публикации
Игорь Анатольевич является автором более 160 научных и учебно-методических работ.

### Монографии
- Состояние и перспективы интеграции России в Балтийском регионе в свете расширения ЕС. — СПб., Изд-во СПбГУЭФ, 2003
- Промышленность России и проблемы глобализации. — СПб., Изд-во СПбГУЭФ, 2005
- Управление качеством образования в высшей школе. (В соавт.) — СПб., Изд-во СПбГУЭФ, 2005
- Развитие торгово-экономического сотрудничества России и стран Евросоюза в условиях глобализации: проблемы и перспективы. — СПб., Изд-во СПбГУЭФ, 2005

### Статьи
- Российско-Китайское партнерство в условиях расширения ЕС — Пекин, изд-во Университета Цинхуа, 2004. (На китайском языке).
- Международная интеграция России: реалии и перспективы. (В соавт.) — СПб., Известия СПб государственного университета экономики и финансов, 2004, № 3
- Расширение Евросоюза и Россия/ Европа на пути к 2020 году — подходы и стратегии для расширяющейся Европы. — Турку, Пан-Европейский Институт, 2004. (На финском языке)
- Особенности торгово-экономических отношений Россия-ЕС после расширения Евросоюза. // Российско-европейские торгово-экономические отношения в эпоху глобализации. Сборник научных статей. Под ред. И. А. Максимцева. — СПб., Изд-во СПбГУЭФ, 2005
- Проблемы и перспективы развития российско-европейских интеграционных процессов в условиях глобализации. — СПб., Известия СПб государственного университета экономики и финансов, 2006, № 1
- Политика развития стратегического партнерства России и Китая. (В соавт.) — СПб., Левша. Санкт-Петербург, Международный аналитический журнал, 2008, № 3
- The eco-economics basis for establishing the regional organizations for regional economy. (В соавт.) — China business and Market, 2008, № 5

### Учебники и учебно-методические пособия
- Международный бизнес: Учебно-методический комплекс. (Учебное пособие в 2-х кн.). Изд. 2-е переработанное и дополненное. (Рекомендовано УМО вузов в качестве учебного пособия для студентов, обучающихся по специальности 060600 «Мировая экономика»). (В соавт.) — Краснодар, ИМСИТ, 2004
- Международный маркетинг-менеджмент: принципы и методы принятия стратегических, оперативных и тактических решений в международном бизнесе. (В соавт) — СПб., Изд-во СПбГУЭФ, 2005
- Международный бизнес // Учебно-методический комплекс. Изд. 3-е переработанное и дополненное. (В соавт.) — Ростов-на-Дону, Феникс, 2006
- Международный маркетинг-менеджмент: курс лекций с пакетом учебно-методической поддержки. Учебное пособие. (В соавт.) — Ростов-на-Дону, Феникс, 2007
- Большой экономический словарь. (В соавт.) — Чебоксары: Изд-во Чувашского ун-та, 2007
- Сравнительный менеджмент Учебник для вузов. Изд. 2-е. (В соавт.) — СПб., Питер, 2008